# Каллімелль смарагдовий
Калліме́лль смара́гдовий (лат. Callimellum angulatum Schrank, 1789 = Callimus angulatus (Schrank, 1789) вид жуків з родини вусачів.

## Поширення
Хорологічно C. angulatum є середземноморським видом середземноморського зооґеографічного комплексу. Ареал охоплює Південну, частково Західну та Центральну Європу, а також південь Східної Європи, Кавказ, Малу Азію та Північну Африку. У Карпатському регіоні України вид поширений на Закарпатті, є дуже рідкісним і вимагає ретельної охорони.

## Екологія
Жуки активні вдень, зустрічаються на квітах. Личинки розвиваються у деревині бука, дуба, каштану істівного.

## Морфологія

### Імаго
Передньоспинка набагато вужча за надкрила, спереду і ззаду перетягнута, на диску з мозолями. Надкрила не укорочені, розходяться на шві. У самки 2-й стерніт черевця вирізаний на вершині, в золотисто-жовтому покриві. Загальне забарвлення чорне з металічним блиском синьо-зеленого або зеленого відтінку. Черевце — рудого забарвлення. Надкрила яскраво-зелені або синьо-зелені. Довжина тіла становить 8-10 мм.

## Життєвий цикл
Генерація — однорічна.

## Підвиди
1. Callimus angulatus ssp. angulatus (Schrank, 1789) — номінативний підвид розповсюджений у Європі, Кавказі, Малу Азії та Північну Африці.
2. Callimus angulatus ssp. glabrescens Holzschuh, 1989 — ендемічний підвид острова Крит.